# Nacho Mastretta
Ignacio Mastretta Rodríguez (Barcelona, 9 de mayo de 1964), más conocido como Nacho Mastretta, es un músico, compositor y productor discográfico español. Es el creador del proyecto musical Mastretta, que lidera desde 1998, y autor de bandas sonoras de películas como El Gran Vázquez, Looking for Fidel, o Muchos hijos, un mono y un castillo.

## Biografía

### Primeros años
Nació en Barcelona en 1964 pero siendo niño se trasladó a Santander, donde estudió piano en el Conservatorio Jesús de Monasterio.
Su primer proyecto musical se denominó Las manos de Orlac, un grupo formado en 1985, con el que llegó a grabar dos álbumes; La Furia (1988) y Salud y pesetas (1989).
Se instaló en Madrid en el año 1991 y desde 1992 hasta 1999 ejerció de técnico de sonido en la mítica sala El Sol, sonorizando a bandas internacionalpert

### Música Instrumental
Paralelamente, empezó a desarrollar un personal estilo instrumental, que cristalizó con la publicación del sencillo “Higballito” por la compañía independiente madrileña Subterfuge Records en verano de 1998.
En diciembre del mismo año publicó su primer álbum: “Melodías de rayos X”. Los sonidos instrumentales del álbum cobraban entidad con la incorporación de Pablo Novoa, Miguel Malla, Ricardo Moreno y la colaboración vocal de Ana Belén en uno de los temas.  El disco fue elegido por los críticos de El País como Mejor álbum electrónico español de la década de los 90.
Desde el año 1997  compone las músicas de los desfiles del diseñador español Jesús del Pozo, y en 1999 edita el EP “Música para el desfile de la colección de otoño-invierno 1999-2000 de Jesús del Pozo”.  
En enero de 2000 publicó su segundo álbum Luna de miel: un proyecto donde 10 invitadas de diferentes países infunden calidez a las composiciones del artista: las mexicanas Julieta Venegas y Alaska, la argentina Rubi, la italiana Beatrice, la cubana Gemma Corredera, la sudanesa Rasha y las españolas Raquel Pascual, Irantzu Valencia de La Buena Vida, Cristina Lliso, Ana Belén y Ajo de Mil Dolores Pequeños. El hilo conductor de Luna de miel era el canto irónico y sentimental de mujeres en apuros cotidianos. 
Con motivo de la XI Semana de Cine Fantástico y de Terror de San Sebastián, en 2000, publicó Bascombe un CD single inspirado en el cine fantástico, con versiones de Star Wars y Mars Attacks!
En el 2001 compuso y grabó junto a su cuarteto Música de automóvil, un álbum instrumental que mantiene su característico sonido, incorporando a la instrumentación un quinteto de cuerdas.
En el 2002 giró por toda América acompañando a la cantante mexicana Julieta Venegas.
En 2003 publica “Mastretta en el Sol”, que registra en directo en la sala El Sol de Madrid el repertorio del cuarteto en sus cinco años de actividad; Junto a Pablo Novoa, Miguel Malla y Ricardo Moreno actuó en festivales internacionales como el Pop Komm alemán, el Arezzo Wave en Italia, el Sónar de Barcelona y el FIB, además de girar por México, Estados Unidos, Japón, y tocar en numerosos festivales y teatros españoles.  

### La Orquesta
Con el paso de los años se fueron incorporando a la banda los músicos con los que graba los diferentes discos y las bandas sonoras hasta que en 2006 forma la orquesta con la que toca en la actualidad.  Un proyecto musical que trata de potenciar la personalidad de cada músico favoreciendo la improvisación y el diálogo entre los diferentes solistas, convirtiendo cada concierto en una experiencia única. 
Con la orquesta ha publicado los discos ¡Vivan los músicos! (2009) y El Reino de Veriveri (2014). Sus conciertos han llegado hasta Argentina, Inglaterra, Ghana, Marruecos, Brasil y, además de grabar bandas sonoras para diversas películas, la orquesta ha realizado el espectáculo de magia en directo Birlibirloque con Jorge Blas, actuaciones especiales para televisión y colaboraciones con artistas de diferentes disciplinas (improvisación teatral con Impromadrid teatro y el artista Suso 33, visitas musicales en los museos Thyssen Bornemisza y Esteban Vicente, poesía con la micropoetisa Ajo, y danza con Patricia Ruiz en el Museo Reina Sofía, entre otras). Experiencias que han enriquecido el sonido y la personalidad de banda. 
Los componentes de la orquesta son: Nacho Mastretta (clarinete y acordeón), Pablo Novoa (guitarra), Jorge ‘Coke’ Santos (batería), Martín Bruhn (percusión), Luca Frasca (piano y órgano), Pablo Navarro (contrabajo), Marina Sorin (violonchelo y phonofiddle), Diego Galaz (violín, violín trompeta, serrucho), Miguel Malla (saxo tenor y clarinete bajo), Laicha Mansilla (saxo tenor), David Herrington (trompeta).

### Bandas Sonoras
En febrero de 2000 Nacho Mastretta realiza la banda sonora de Asfalto, la cuarta película del realizador Daniel Calparsoro, que fue nominada ese mismo año en los premios Goya como mejor música original. A partir de esa fecha ha continuado en el mundo del cine, componiendo y grabando la Banda Sonora Original de las siguientes películas: En malas compañías (Antonio Hens. 2000), El sueño del caimán (Beto Gómez  2001), Desaliñada (Gustavo Salmerón, cortometraje ganador del premio Goya en 2002), La Hija del Caníbal (Antonio Serrano, 2002), Los Abajo Firmantes (Joaquín Oristrell, 2003), El Misterio del Trinidad (José Luis García Agraz, 2003), Torremolinos 73 (Pablo Berger, 2003), Operación Algeciras (Jesús Mora, 2004), Looking for Fidel (Oliver Stone, 2005), Días Azules (Miguel Santesmases, 2006), Va a ser que nadie es perfecto (Joaquín Oristrell, 2007 ), Alma (Rodrigo Blaas, 2009), El Gran Vázquez (Óscar Aíbar, 2010), Droga Oral (Chus Gutiérrez, 2015), ¡Oh Mammy Blue! (Antonio Ens 2017) y recientemente Muchos hijos, un mono y un castillo (Gustavo Salmerón, 2017), premio Goya a la Mejor Película Documental 2017.

### Producción y colaboraciones
En su faceta de productor ha trabajado para Liquits (México), Tonino Carotone (Mondo Dificile), Peret, Pablo Novoa (Novoa cruza el Atlántico), Josele Santiago (Las golondrinas etc.) y Augusto Bracho (Mercado de los Corotos). Ha remezclado a Fangoria y a los mexicanos Titán y ha colaborado con infinidad de bandas como el mítico cantante italiano Renato Carosone, Peret, Julieta Venegas, La Marabunta, Xabarin Club, El Show de Dodó, Racalmuto, La Musgaña, Fetén Fetén, Laicha, Enrique y Estrella Morente, etc.

## Discografía

### Álbumes
| Año  | Título                | Sello discográfico | Otra información                                                     |
| 1998 | Melodías de rayos X   | Subterfuge Records | Elegido por El País como mejor disco electrónico de los 90           |
| 2000 | Luna de miel          | Subterfuge Records | 11 canciones cantadas por 10 vocalistas femeninas invitadas          |
| 2000 | Asfalto               | Subterfuge Records | Banda sonora de la película Asfalto de Daniel Calparsoro             |
| 2001 | El sueño del caimán   | Subterfuge Records | Banda sonora de la película El sueño del caimán de Beto Gómez        |
| 2001 | Música de automóvil   | Subterfuge Records | Disco instrumental con una única canción cantada por Julieta Venegas |
| 2008 | ¡Vivan los músicos!   | Nuevos Medios      | Disco grabado a finales de 2007                                      |
| 2014 | El reino del Veriveri | Mastretta          | Disco grabado en directo en los estudios Infinity de Madrid en 2012  |

### Singles y maxisingles
| Año  | Título                                                                               | Sello discográfico | Otra información                                                                            |
| 1998 | Highballito                                                                          | Subterfuge Records | Single presentación                                                                         |
| 1999 | Música para el desfile de la colección de otoño-invierno 1999-2000 de Jesús del Pozo | Subterfuge Records | EP con la música compuesta para este desfile del diseñador español Jesús del Pozo           |
| 2000 | Bascombe                                                                             | Subterfuge Records | Disco editado en colaboración con la Semana de Cine Fantástico y de Terror de San Sebastián |
| 2000 | Malas compañías                                                                      | Subterfuge Records | Banda sonora del cortometraje En malas compañías de Antonio Hens                            |
| 2002 | Reparto a domicilio                                                                  | Subterfuge Records | Canción original y 4 remezclas                                                              |